# لی‌لی ژانگ
لی‌لی ژانگ (انگلیسی: Lily Zhang؛ زادهٔ ۱۶ ژوئن ۱۹۹۶) یک بازیکن تنیس روی میز اهل ایالات متحده آمریکا است.
وی در مسابقات کشوری و بین‌المللی در مجموع برنده ۲ مدال طلا، ۲ مدال نقره، ۳ مدال برنز شده‌است.